# Ciendabajo
Ciendabajo är en ort i Mexiko.   Den ligger i kommunen Zinacantepec och delstaten Mexiko, i den sydöstra delen av landet, 70 km väster om huvudstaden Mexico City. Ciendabajo ligger 2 812 meter över havet och antalet invånare är 772.
Terrängen runt Ciendabajo är kuperad åt sydväst, men åt nordost är den platt. Runt Ciendabajo är det tätbefolkat, med 493 invånare per kvadratkilometer. Närmaste större samhälle är Toluca, 13,6 km öster om Ciendabajo. Trakten runt Ciendabajo består till största delen av jordbruksmark.